# Volejbol'nyj klub Dinamo Moskva
La Volejbol'nyj klub Dinamo Moskva (in russo волейбольный клуб Динамо Москва?) è un club di pallavolo maschile russo, con sede a Mosca: milita nel campionato russo di Superliga e fa parte della polisportiva Dinamo Mosca.

## Storia

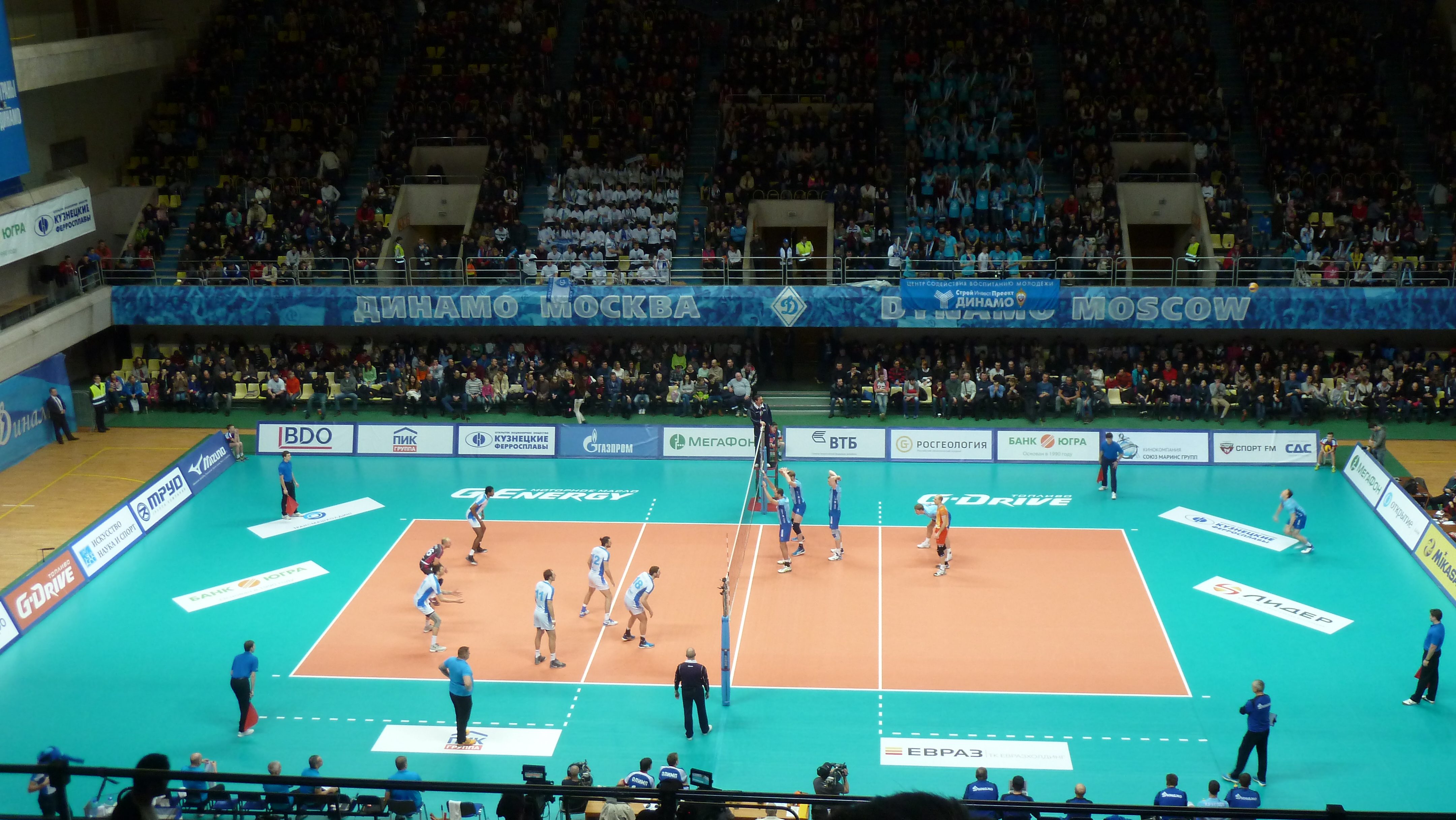
Incontro del campionato russo tra Dinamo Mosca e (2017)

La società è stata fondata nel 1926, ma ha cessato di esistere nel 1994 dopo numerosi successi nel campionato pallavolistico dell'Unione Sovietica. È stata rifondata nel 2000, arrivando in pochi anni ai vertici del campionato russo.
In campo europeo la formazione può vantare diverse apparizioni in Champions League, competizione nella quale il miglior risultato è il secondo posto nell'edizione 2009-2010 (sconfitta in finale contro la Trentino).
Nel 1985 conquistò la Coppa delle Coppe, battendo in finale il Levski Sofia.

## Rosa 2020-2021
| N° | Nome                | Ruolo | Data di nascita  | Nazionalità sportiva |
| -- | ------------------- | ----- | ---------------- | -------------------- |
| 1  | Jaroslav Podlesnych | S     | 3 settembre 1994 | Russia               |
| 2  | Il'ja Vlasov        | C     | 3 agosto 1995    | Russia               |
| 3  | Sam Deroo           | S     | 29 aprile 1992   | Belgio               |
| 5  | Romanas Škuljavičus | O     | 21 febbraio 1992 | Russia               |
| 7  | Evgenij Baranov     | L     | 30 giugno 1995   | Russia               |
| 8  | Vladimir S'ëmščikov | C     | 31 agosto 1987   | Russia               |
| 9  | Jurij Berežko       | S     | 27 gennaio 1984  | Russia               |
| 10 | Česlavs Sventickis  | P     | 23 agosto 1993   | Russia               |
| 11 | Pavel Pankov        | P     | 14 agosto 1995   | Russia               |
| 13 | Maksim Belogorcev   | C     | 3 febbraio 1996  | Russia               |
| 14 | Aleksej Kabešov     | L     | 22 giugno 1991   | Russia               |
| 15 | Semën Dmitriev      | S     | 14 gennaio 1994  | Russia               |
| 18 | Anton Sëmyšev       | S     | 22 agosto 1997   | Russia               |
| 19 | Cvetan Sokolov      | O     | 31 dicembre 1989 | Bulgaria             |
| 23 | Lauri Kerminen      | L     | 18 gennaio 1993  | Finlandia            |
| 24 | Vadim Lichošerstov  | C     | 23 gennaio 1989  | Russia               |

## Palmarès
- Campionato sovietico: 5

1945, 1946, 1947, 1948, 1951
- Campionato russo: 4

2005-06, 2007-08, 2020-21, 2021-22
- Coppa dell'Unione Sovietica: 2

1950, 1951, 1952
- Coppa di Russia: 3

2006, 2008, 2020
- Supercoppa russa: 4

2008, 2009, 2021, 2022
- Coppa delle Coppe: 1

1984-85
- Coppa CEV: 3

2011-12, 2014-15, 2020-21